# 2014年大阪市長選挙
2014年大阪市長選挙（2014ねんおおさかしちょうせんきょ）は、2014年（平成26年）3月23日に投開票が行われた、大阪市長を選出するための選挙。

## 概要
現職の橋下徹が、大阪都構想推進の是非を市民に問うとして辞職したことによって実施された、いわゆる出直し選挙である。2014年1月31日、大阪府と大阪市を廃して「大阪都」とする大阪都構想について審議する法定協議会において、橋下は大阪市を5区に分ける区割り案への一本化を求めたが、法定協議会の過半数を占める公明・自民・民主・共産の4会派はこの提案に難色を示し、引き続き4案の中から議論を進めていくこととした。
これに対し、橋下と大阪府知事の松井一郎は、大阪維新の会が目指す2015年春の「大阪都」移行のためには残された時間がないことから、案を絞って議論を進めることの是非を市民に問うとして、出直しの大阪市長選挙・大阪府知事選挙に打って出ることを検討した。ただ、同時選挙となると負担が重く勝算も高くないことから、橋下らは大阪市長選一本で勝負をかけることとし、2月1日に開かれた大阪維新の会の全体会議において橋下は、大阪市長を辞職して出直し選挙に出馬する意向を示した。同3日には大阪市内で記者会見を開き、辞職と市長選挙への再出馬を正式に表明した。そして2月7日、橋下は大阪市議会議長に2月15日付で辞職する旨を申し出、同日中に議長から市選挙管理委員会に辞職の申出について伝達されたことから、翌日、市選管は3月9日告示、3月23日投開票とする選挙日程を決定した。2月14日、市会本会議で橋下の辞職の可否について審議され、議会で過半数を占める公明・自民・民主・共産の4会派が反対したことから、辞職は不同意となった。しかし、地方自治法の規定により辞職届提出20日後となる2月27日に自動的に失職することから、選挙は選管決定の日程のまま実施された。
選挙戦には、出直し選挙に打って出た大阪維新の会の橋下と、無所属で元派遣社員の二野宮茂雄、スマイル党総裁で東京都知事選挙などに出馬経験がある財団法人会長のマック赤坂、無所属で政治団体代表の藤島利久の計4人が立候補した。
なお、橋下以外の3候補のいずれかが当選した場合には、本選挙の実施日が任期の始期となり、2018年3月22日に任期満了となるところであったが、再選した橋下は従前の任期が継続し、2015年12月18日が任期満了となる。また、大阪市長選挙における出直し選挙は關淳一が市政改革案を問うとして2005年に行って以来2回目である。

### 主な争点
（出典）
- 大阪都構想推進の是非
現職の橋下が掲げ、辞職の直接の原因ともなった大阪都構想に対する是非が争点となった。橋下は大阪都構想のシングルイシューを狙い、都構想推進を明言した。二野宮、赤坂、藤島は大阪都構想に強く反対した。

## 選挙データ

### 告示日
- 2014年（平成26年）3月9日[6]

### 執行日
- 2014年（平成26年）3月23日[6]
  - 当日の投票時間帯 - 7:00 〜 20:00
  - 期日前投票 - 3月10日 〜 3月22日
  - 開票 - 即日開票

### 同日選挙
無し。

## 立候補者
4名、届け出順。
| 立候補者                       | 年齢 | 党派                               | 新旧 | 肩書き                                 | ウェブサイト |
| ------------------------------ | ---- | ---------------------------------- | ---- | -------------------------------------- | ------------ |
| 橋下徹 （はしもと とおる）     | 44   | 大阪維新の会 （日本維新の会 推薦） | 現   | 大阪市長、日本維新の会共同代表、弁護士 |              |
| 二野宮茂雄 （にのみや しげお） | 37   | 無所属                             | 新   | 無職、元派遣社員                       |              |
| マック赤坂 （まっく あかさか） | 65   | スマイル党                         | 新   | 財団法人会長、スマイル党総裁           |              |
| 藤島利久 （ふじしま としひさ） | 51   | 無所属                             | 新   | インターネットTV局経営、政治団体代表   |              |

### 立候補者のプロフィールおよび立候補に至る経緯
- 橋下徹 - 大阪市長、日本維新の会共同代表、弁護士
2011年の市長選挙で初当選。2014年2月1日、大阪維新の会の全体会合において、前日に行われた大阪都構想の法定協議会で橋下の求める区割り案の一本化が否決されたことから、市長の辞職と出直し選挙へ出馬する意向を表明した[3]。同3日、記者会見を開き、辞職と選挙への出馬を正式に表明した[4]。その後、2月27日付で正式に市長を失職した。同党を母体とする日本維新の会が推薦する[12]。

- 二野宮茂雄 - 元派遣社員
2014年3月7日に無所属で出馬する意向を表明した[9]。出馬会見は開かなかったが、立候補を届け出た[8]。

- マック赤坂 - 財団法人会長、スマイル党総裁
2014年2月14日に出馬する意向を表明[13]、同3月7日に自身が代表を務めるスマイル党からの出馬を正式表明した[9]。

- 藤島利久 - インターネットTV局経営、政治団体代表
2014年2月28日に無所属での出馬を表明した[14]。

（届け出順）

#### 立候補が取り沙汰された人物
中川暢三 - 元北区長、元加西市長
2月22日、同市北区長を辞職した上で無所属で出馬する意向であると表明し、同28日に北区長を辞職したが、出馬を見送った。

### 政党・団体の動向
橋下の辞職表明を受けて行われることが決まった出直し選挙に対して、国会に議席を置く各政党は、対立候補を擁立しないという形で強い反発を示した。自民党と民主党、公明党の3党は、「出直し選には巨額の税金がかかる、無駄の手助けはしない」「この選挙への大義はない」などとし、橋下が辞職を表明した直後に独自候補擁立の見送りを続々と決定した。
その中で、共産党内からは対立候補を擁立する声が挙がった。同党府委員会は、反大阪都構想の受け皿を作るため候補者擁立が必要として、自民党や民主党などとの共闘も視野に入れながら独自候補を擁立する意向を示した。しかし、同党市議団は選挙に大義はないとこの決定に強く反発した。党内は真っ二つに割れ、調整は難航したが、最終的に自民党などと歩調を合わせるとして独自候補擁立を見送ることを決定した。結果、選挙戦は各党が現職に対立候補を擁立しないという、異例の構図となった。
地域政党で大阪に拠点を置く大阪維新の会は、前回に続いて代表でもある橋下を公認した。また、同党を母体とする日本維新の会も橋下を推薦した。

### 選挙のタイムライン
- 2014年1月31日 - 大阪都構想の法定協議会において橋下の求める区割り案の一本化が否決される。[1]
- 2014年2月1日 - 橋下が大阪維新の会の全体会合において市長の辞職と出直し市長選へ出馬する意向を表明。[3]
- 2014年2月3日
  - 橋下が記者会見を開き、市長の辞職と出直し市長選出馬を正式に表明。[4]
  - 自民党府連は、独自候補を擁立しない方針を決定。[18]
  - 民主党府連は、独自候補を擁立しない方針を決定。[18]
- 2014年2月4日 - 共産党府委員会が、独自候補を擁立する方針を決定。[20]
- 2014年2月7日 - 橋下が市議会議長に2月15日付での市長辞職を申し出る。[5]
- 2014年2月8日 - 公明党府本部が、独自候補を擁立しない方針を決定。[19]
- 2014年2月14日
  - 市議会において市長の辞職を不同意とする議決がなされる。[7]
  - 独自候補擁立の方針を決定していた共産党府委員会が、独自候補を擁立しない方針を決定。[22]
  - 赤坂が出馬する意向であると表明。[13]
- 2014年2月21日 - 日本維新の会が橋下の推薦を決定。[12]
- 2014年2月22日 - 中川が無所属で出馬する意向であると表明。[15]
- 2014年2月27日 - 地方自治法の規定により橋下が自動失職。
- 2014年2月28日 - 藤島が出馬会見。無所属で立候補することを表明。[14]
- 2014年3月5日 - 中川が出馬を見送ることを表明。[17]
- 2014年3月7日
  - 赤坂が出馬会見。スマイル党からの立候補を表明。[9]
  - 二野宮が無所属で出馬する意向であると表明。[9]
- 2014年3月9日 - 告示。出馬を正式表明した3人と出馬意向を示していた二野宮の計4人が立候補を届け出る。[8]
- 2014年3月23日 - 投開票。

## 選挙結果

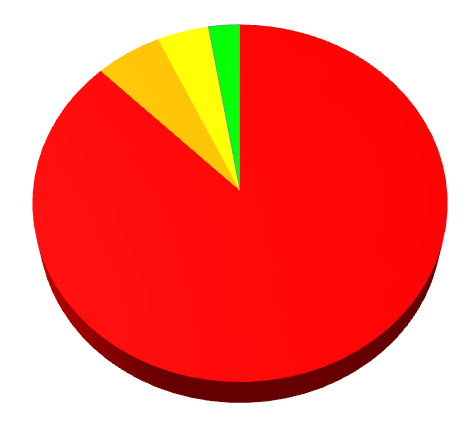
各候補の得票率
（得票数の多かった順）

投票率は23.59%で、前回の60.92%を大きく下回り、過去最低を更新した（前回比 -37.33%）。当日の有権者数は211万4978人で、投票総数は49万8918票となった。
候補者別の得票数の順位、得票数、得票率、惜敗率、供託金没収概況は以下のようになった。供託金欄のうち「没収」とある候補者は、有効投票総数の10%を下回ったため全額没収された。得票率と惜敗率は未発表のため暫定計算とした（小数3位以下四捨五入）。
|      | 順位 | 候補者名    | 党派         | 新旧 | 得票数  | 得票率 | 惜敗率 | 供託金 |
| ---- | ---- | ----------- | ------------ | ---- | ------- | ------ | ------ | ------ |
| 当選 | 1    | ■橋下徹     | 大阪維新の会 | 現   | 377,472 | 87.51% |        |        |
|      | 2    | ■藤島利久   | 無所属       | 新   | 24,004  | 5.56%  | 6.36%  | 没収   |
|      | 3    | ■マック赤坂 | スマイル党   | 新   | 18,618  | 4.32%  | 4.93%  | 没収   |
|      | 4    | ■二野宮茂雄 | 無所属       | 新   | 11,273  | 2.61%  | 2.99%  | 没収   |

（出典）
現職の橋下は、自身が争点に掲げる大阪都構想の利点を訴え続けて選挙戦を闘った。この都構想に反対する自民党や民主党、共産党などの主要政党が対抗候補を立てない異例の構図の中で、都構想反対を明確に訴えて主要政党の支援を受けなかった藤島・赤坂・二野宮の3候補を破り、再選を果たした。
無所属の藤島は、都構想反対の他、脱原発や災害対策強化などを訴えたが、市民に政策が浸透しなかった。スマイル党の赤坂は、「大阪スマイル構想」なる政策を独自に掲げ、市民税半減や脱原発などを訴えたが、得票数3位止まりであった。無所属の二野宮は、犯罪対策強化などを訴えるも、得票数最下位となった。
この選挙で、現職の橋下は大阪都構想推進の是非を争点に掲げたが、都構想に反対する自民・民主・共産などの主要政党は独自候補擁立を見送った。これにより各候補間での対立軸が明確とならず、大阪都構想の是非が大きな争点にはならなかった。投票率は23.59％となり、政令指定都市の市長選挙としては2014年3月時点で歴代6位の低さであり、大阪市長選挙としては過去最低だった1995年の28.45%にも届かない投票率となり歴代最低を更新した。
無効票は6万7506票（無効投票率は13.53%）になり、落選者3人の得票合計の5万3895票よりも無効票が多い事態となった。無効票のうち白票が4万5098票であったが、白票以外には「該当者なし」や「投票したいひとはいません!!」や大きく「×」と書かれた無効票など前職の橋下及び泡沫候補とされた3人に投票したくない意思表示のものがあり、中には「ふざけるな」や「税金は大切に使いましょう」と橋下の出直し選挙を批判するものもあった。
選挙費用約5億円は税金の無駄遣いだったとして、市民団体のメンバーらが橋下に同額の支払いを求める訴訟を起こしたが、2015年9月10日に大阪地裁は「市長が自発的に辞職し、選挙で住民の意思を問うことが許されるのは明らか」として請求を棄却した。